# Лукач (Кутјево)
Лукач је насељено место у саставу града Кутјева, у западној Славонији, Република Хрватска.

## Историја
До нове територијалне организације налазило се у саставу бивше велике општине Славонска Пожега.

## Становништво
На попису становништва 2011. године, Лукач је имао 150 становника.
| Националност       | 1991.        |
| Хрвати             | 202 (95,28%) |
| Срби               | 10 (4,71%)   |
| Југословени        | 0            |
| остали и непознато | 0            |
| Укупно             | 212          |